# Liouba Axelrod
Pour les articles homonymes, voir Axelrod.
Liouba (ou Lioubov) Axelrod (1868-1946 ; en russe : Любо́вь Исаа́ковна Аксельро́д, Lioubov Isaakovna Axelrod), née Esther Axelrod, nom de plume L'Orthodoxe (Ортодо́кс), est une philosophe marxiste et femme politique russe.

## Biographie
Elle naît dans la famille d'un rabbin à Vilenkovichi, un village du gouvernement de Vilna (Empire russe), aujourd'hui dans le raïon de Pastavy, en Biélorussie. Elle s'implique au sein du mouvement socialiste russe des narodniki à l'âge de 16 ans, et participe à une tentative d'assassinat sur l'empereur Alexandre III.
En 1887, elle émigre en France puis en Suisse,, où elle obtient un doctorat de philosophie à l'université de Berne en 1900. En 1892, elle devient marxiste et rejoint le groupe Libération du Travail à Genève, s'associant à son leader, Georgi Plekhanov. Quand le Parti ouvrier social-démocrate de Russie se divise entre bolcheviks et mencheviks à son deuxième congrès en 1903, elle rejoint les mencheviks.
En 1906, elle retourne en Russie et devient une autorité nationale sur la philosophie marxiste, la plus reconnue après Plekhanov. Elle critique ouvertement Alexandre Bogdanov et Vladimir Lénine pendant leur débat sur l'empiriocriticisme en 1908 et 1909, affirmant que leurs idées sont anti-marxistes.
Dans les années 1920, elle se retire de la vie politique et travaille à l'Institut des professeurs rouges, puis rejoint l'Institut soviétique de philosophie.
Dans les années 1930, sa vision du marxisme est remise en question et elle disparaît de la vie publique. Elle meurt le 5 février 1946 à Moscou.